# 赤井伸郎
赤井 伸郎（あかい のぶお、1968年（昭和43年） - ）は、日本の経済学者。専門は、公共経済学、財政学、公共経営・組織論。学位は、博士（経済学）（大阪大学・1998年）。大阪大学大学院国際公共政策研究科教授。大阪府出身。

## 略歴

### 学歴
- 1984年（昭和59年）3月 大阪市立高津中学校卒業
- 1987年（昭和62年）
  - 3月 大阪府立高津高等学校卒業
  - 4月 大阪大学経済学部経済学科入学
- 1991年（平成3年）
  - 3月 大阪大学経済学部経済学科卒業
  - 4月 大阪大学大学院経済学研究科修士課程入学
- 1993年（平成5年）
  - 3月 大阪大学大学院経済学研究科修士課程修了
  - 4月 大阪大学大学院経済学研究科博士課程入学
- 1994年（平成6年）5月 大阪大学大学院経済学研究科博士課程満期退学
- 1998年（平成10年）6月 博士（経済学）の学位を取得
  - 博士論文 『最適財政システムの経済分析』[1]

### 教職

#### 常勤
- 1994年（平成6年）6月 大阪大学経済学部助手
- 1995年（平成7年）4月 神戸商科大学経済研究所助手
- 1997年（平成9年）4月 神戸商科大学経済研究所講師
- 1999年（平成11年）4月 神戸商科大学経済研究所助教授
- 2004年（平成16年）4月 兵庫県立大学経営学部助教授
- 2007年（平成19年）4月1日 - 2011年（平成23年）4月30日 大阪大学大学院国際公共政策研究科准教授
- 2011年（平成23年）5月 - 大阪大学大学院国際公共政策研究科教授

#### 非常勤客員
- 1996年（平成8年）9月 - 1997年（平成9年）6月 カリフォルニア大学バークレー校経済学部客員研究員(Visiting fellow)
- 2003年（平成15年）4月 - 2004年（平成16年）3月 ウォーリック大学経済学部客員研究員(Visiting fellow)
- 2004年（平成16年）]
  - 4月 - 2005年（平成17年）3月 東京大学経済学部客員助教授
  - 4月 - 2006年（平成18年）3月 政策研究大学院大学客員助教授
- 2010年（平成22年）9月 - 2011年（平成23年）3月 オーストラリア国立大学 Crawford School of Government 客員研究員(Visiting fellow)

#### 非常勤講師
- 1998年（平成10年）度 神戸大学経済学部
- 2000年（平成12年）度 大阪大学経済学部
- 2001年（平成13年）度 大阪大学大学院経済学研究科、小樽商科大学
- 2002年（平成14年）度 大阪大学大学院経済学研究科
- 2004年（平成16年）度 大阪大学大学院経済学研究科、政策研究大学院大学
- 2005年（平成17年）度 大阪大学大学院経済学研究科、政策研究大学院大学
- 2009年（平成21年）度 兵庫県立淡路景観園芸学校

### 研究職
- 1998年（平成10年） - 財務総合政策研究所特別研究官
- 2005年（平成17年） - 経済産業研究所ファカルティフェロー(途中空白期間あり）

### 審議会・研究会役員等
- 2003年（平成15年） - 総務省自治財政局「地方分権基本問題研究会」委員
- 2009年（平成21年）1月 - 財政制度審議会専門委員
- 2011年（平成23年） 
  - 交通政策審議会港湾分科会委員、大阪ガス震災後のエネルギー・地球温暖化政策に関する勉強会、空港運営のあり方に関する検討会
- 2012年（平成24年）国土交通審議会港湾懇談会、大阪府特別顧問
- 2012年（平成24年） - 関西電力エネルギーシステム研究会、ひとはく将来検討委員会（人と自然の博物館）
- 2013年（平成25年） - 内閣府政府税制調査会
- 2015年（平成27年） - 内閣行政改革推進会議 歳出改革ワーキンググループ重要課題検証サブ・グループ、内閣府経済財政諮問会議専門委員：経済・財政一体改革推進委員会、大津市財政アドバイザー
- 2016年（平成28年） - 大津市行政改革推進委員会＜座長＞
- 2018年（平成30年） - 松阪市市営住宅あり方検討会＜座長＞、奈良市行財政改革重点取組項目懇話会＜座長＞、神戸市アドバイザリー、大津市公募提案型地方卸売市場開設者選定委員会＜座長＞
- 2024年（令和6年）-内閣府政府税制調査会「税制のEBPMに関する専門家会合」座長
- 2025年（令和7年）-総務省自治税務局　自動車関係税制のあり方に関する検討会　委員

## 受賞
- 2001年（平成13年）6月 第一回佐藤賞 日本地方財政学会
- 2002年（平成14年）3月 学術奨励賞 村尾育英会
- 2004年（平成16年）10月 第13回租税資料館賞 租税資料館
- 2004年（平成16年）10月 第5回NIRA大来政策研究賞 総合研究開発機構（NIRA）
- 2004年（平成16年）11月 第47回日経・経済図書文化賞 日本経済研究センター
- 2007年（平成19年） 第48回エコノミスト賞 毎日新聞社
- 2015年（平成27年）
  - 5月 日本港湾協会企画賞 日本港湾協会
  - 7月 大阪大学総長顕彰

## 著書
- 『最適財政システムの経済分析』（神戸商科大学経済研究所、1999年8月）
- 『バランスシートで見る日本の財政 政策評価のための財務諸表の作成』（赤井伸郎、鷲見英司、吉田有里 編）（日本評論社、2001年11月 ISBN 4535552606）
- 『地方交付税の経済学 理論・実証に基づく改革』（赤井伸郎、佐藤主光、山下耕治 著）（有斐閣、2003年10月 ISBN 4641161933）
- 『行政組織とガバナンスの経済学 官民分担と統治システムを考える』（有斐閣、2006年11月、ISBN 4641162808）
- 『交通インフラとガバナンスの経済学 空港・港湾・地方有料道路の財政分析』（有斐閣、2010年7月 ISBN 9784641163584）
- 『地方財政健全化法とガバナンスの経済学 制度本格施行後10年での実証的評価』（赤井伸郎、石川達哉 著）（有斐閣、2019年7月 ISBN 9784641165458）
- 『教育の財政構造』(赤井伸郎、宮錦三樹 著) (慶應義塾出版会、2025年1月 ISBN 9784766430066）
- 『都市における空間経営の財政学 -- コンパクトシティがもたらす持続可能な自治体運営』（赤井伸郎、沓澤隆司、竹本亨） (有斐閣、2025年02月 ISBN 9784641166400)